# Seil Harmil
Seil Harmil är en ö i Eritrea. Den ligger i den nordöstra delen av landet, 180 km nordost om huvudstaden Asmara.